# Рамнульфиды
Рамнульфиды (фр. Ramnulfides) или Род Пуатье (фр. maison de Poitiers) — знатный род франкского происхождения, правивший в IX — XIII веках в графстве Пуатье и герцогстве Аквитания.

## История рода

### Происхождение
Первым достоверно известным представителем дома был Жерар (ум.841), граф Оверни с 839 года. Точное его происхождение не известно, но он был родственником Гверина II, которого Жерар сменил на посту графа Оверни в 839 году. По одной версии Жерар был сыном Теодорика де Вержи (эта версия сейчас считается наиболее вероятной), по другой — внуком Теодорика I, графа Отёна. В любом случае он, скорее всего, был потомком Хильдебранда I де Перраси. Жерар погиб в битве при Фонтенуа, Овернь после этого была передана в другой дом. Жерар был женат на дочери императора Людовика Благочестивого по имени Хильдегарда, от которой оставил двух сыновей: Рамнульфа I и Жерара II (ум.879), графа Лиможа.

### Графы Пуатье
Рамнульф I (ок.820 — 15 сентября 866) получил в 844 году графство Пуатье, ставшее позже основой могущества рода, а в 852 году король Карл II Лысый дал ему титул герцога Аквитании. До 864 году Рамнульфу пришлось бороться против бывшего короля Аквитании Пипина II, стремившегося вернуть себе королевство. В 866 году Рамнульф участвовал в битве при Бриссарте против норманнов и умер от ран, полученных в ней. Поскольку его сын Рамнульф II в это время был ещё несовершеннолетним, то король Карл II передал графство Пуатье его пасынку, Бернару Готскому.
Рамнульф II (до 850 — 5 августа 890) смог получить Пуатье только после мятежа Бернара Готского в 878 году. В 887 году Рамнульф получил титул герцога Аквитании. После свержения императора Карла III Толстого Рамнульф неудачно попытался провозгласить себя королём Аквитании.
Рамнульф не оставил законных сыновей. Его незаконный сын Эбль Манцер (ок.870 — 934) был вынужден бороться за родовое графство Пуатье с Адемаром, поддержанным королём Эдом и захватившим Пуатье в 892 году. Титул герцога Аквитании при этом был присвоен графом Оверни Гильомом I Благочестивым, у которого нашел пристанище Эбль. Только в 902 году Эбль при помощи армии, предоставленной ему Гильомом I, воспользовался отсутствием Адемара и захватил город, а затем разбил и самого Адемара. Король Франции Карл III Простоватый, который воспитывался вместе с Эблем, признал за ним титул графа Пуатье.
В 904 году Эбль завоевал Лимузен. В 927 году умер наследник Гильома I Аквитанского, Гильом II Молодой, а затем умер и его брат Акфред, назначивший своим наследником Эбля. Таким образом Эбль присоединил к своим владениям графства Овернь, Бурж, а также получил титул герцога Аквитании.
В 929 году король Франции Рауль, желая ослабить власть Эбля, забирает у него графство Бурж. А в 932 году передал Овернь и титул герцога Аквитании графу Тулузы Раймунду III Понсу.
Сын и наследник Эбля, Гильом Патлатый (ок.910 — 3 апреля 963), унаследовал после смерти отца графство Пуатье, однако титул герцога Аквитании за ним король Франции не признал. За титул герцога ему приходилось спорить с представителями Тулузского дома. До 940 года он спорил за титул герцога Аквитании Раймундом Понсом, а в 940—961 с его кузеном Раймундом II).
В войне между королём Людовиком IV и герцогом Франции Гуго Великим, начавшейся в 937 году, Гильом встал на сторону короля. По миру 950 года за Гильомом был признан титул графа Оверни.
В 955 году король Лотарь признал титул герцога Аквитании за Гуго Великим. В мае 955 года Гуго выступил против Гильома, стремясь завоевать Аквитанию. Ему удалось разбить армию Гильома, но его собственная армия понесла при этом серьёзные потери. В результате чего Гуго был вынужден отступить. Таким образом попытка завоевания Аквитании провалилась.
После смерти Гуго Великого титул герцога был признан за его сыном, Гуго Капетом, но тот никогда не пытался завоевать Аквитанию. В 959 году король Лотарь признал Гильома графом герцогства Аквитания, а в 962 году — герцогом Аквитании.

### Герцоги Аквитании
Сыну Гильома Патлатого, Гильому Железнорукому (935/937 — 995) удалось заключить мир с Гуго Капетом, выдав за него замуж свою сестру Адель. В результате титул герцога Аквитании окончательно закрепился в роду.
Его потомки смогли расширить владения рода. В 1032 году сын герцога Гильома V Великого унаследовал герцогство Гасконь. Окончательно к Аквитании Гасконь была присоединена в 1058 году.
После смерти в 1137 году герцога Гильома X Аквитанию и Пуатье унаследовала его старшая дочь, знаменитая Элеонора Аквитанская, принесшая свои владения в приданое сначала королю Франции Людовику VII, а после развода с ним второму мужу, Генриху II Плантагенету, ставшему в 1154 году королём Англии.

### Антиохийская ветвь
Её родоначальником был Раймунд де Пуатье (1099/1115 — 29 июня 1149), младший сын герцога Аквитании Гильома IX. Посредством брака он в 1136 году унаследовал княжество Антиохии. Его потомки были князьями Антиохии и графами Триполи до 1287 года.

### Кипрская ветвь (Второйдом де Лузиньян)
Её родоначальником был Генрих Антиохийский (ум.1276), сын Боэмунда IV, князя Антиохии. Он женился на Изабелле, дочери короля Кипра Гуго I де Лузиньяна. После смерти в 1267 году короля Гуго II сын Генриха и Изабеллы Гуго принял фамилию де Лузиньян и стал королём Кипра под именем Гуго III. Его потомки правили Кипром до смерти в 1474 году Якова (Жака) III.